# Ualabi de Parry
El ualabi de Parry (Notamacropus parryi) és una espècie de ualabi que viu a l'est d'Austràlia. És localment comú entre Cooktown (Queensland) i Grafton (Nova Gal·les del Sud).